# Алтанбулаг (Туве)
Алтанбулаг (монг. Алтанбулаг, «золотой родник») — сомон аймака Туве, Монголия.
Центр сомона находится в 60 километрах от города Зуунмод и в 50 километрах от столицы страны — Улан-Батора.
Есть школа, больница, культурный и торгово-обслуживающий центр.

## География
По территории сомона течёт несколько рек, также здесь находится несколько бессточных озёр. Климат резко континентальный.

## Известные уроженцы
- Богдо-гэгэн II (1724—1757) — религиозный деятель времён цинской Монголии.
- Агван-Хайдав (1779—1838) — один из крупнейших монгольских религиозных деятелей XIX века, философ и писатель.
- Зундуйн Цэндэхуу (1905–1980) – театральный деятель, актёр, режиссёр. Народный артист МНР.